# Tierra Blanca (kommun), Guanajuato
Tierra Blanca är en kommun i Mexiko.   Den ligger i delstaten Guanajuato, i den centrala delen av landet, 210 km nordväst om huvudstaden Mexico City. Antalet invånare är 16 136. Arean är 410 kvadratkilometer.
Terrängen i Tierra Blanca är kuperad åt nordväst, men åt sydost är den bergig.
Följande samhällen finns i Tierra Blanca:
- Cano de San Isidro
- El Picacho
- Las Moras
- Torrecitas
- Fracción del Cano
- El Tepetate
- Peña Blanca Uno
- Monte Prieto
- Cañada de Juanica
- Arroyo Seco
- Peña Blanca Dos
- Don Blas
- El Salto
- La Estancia
- Villa Unión
- Milpa Blanca
- El Progreso
- Xoconoxtle
- La Barbosa
- El Mezquite
- El Varal
- El Panalito
- El Roble